# Ворона чорна

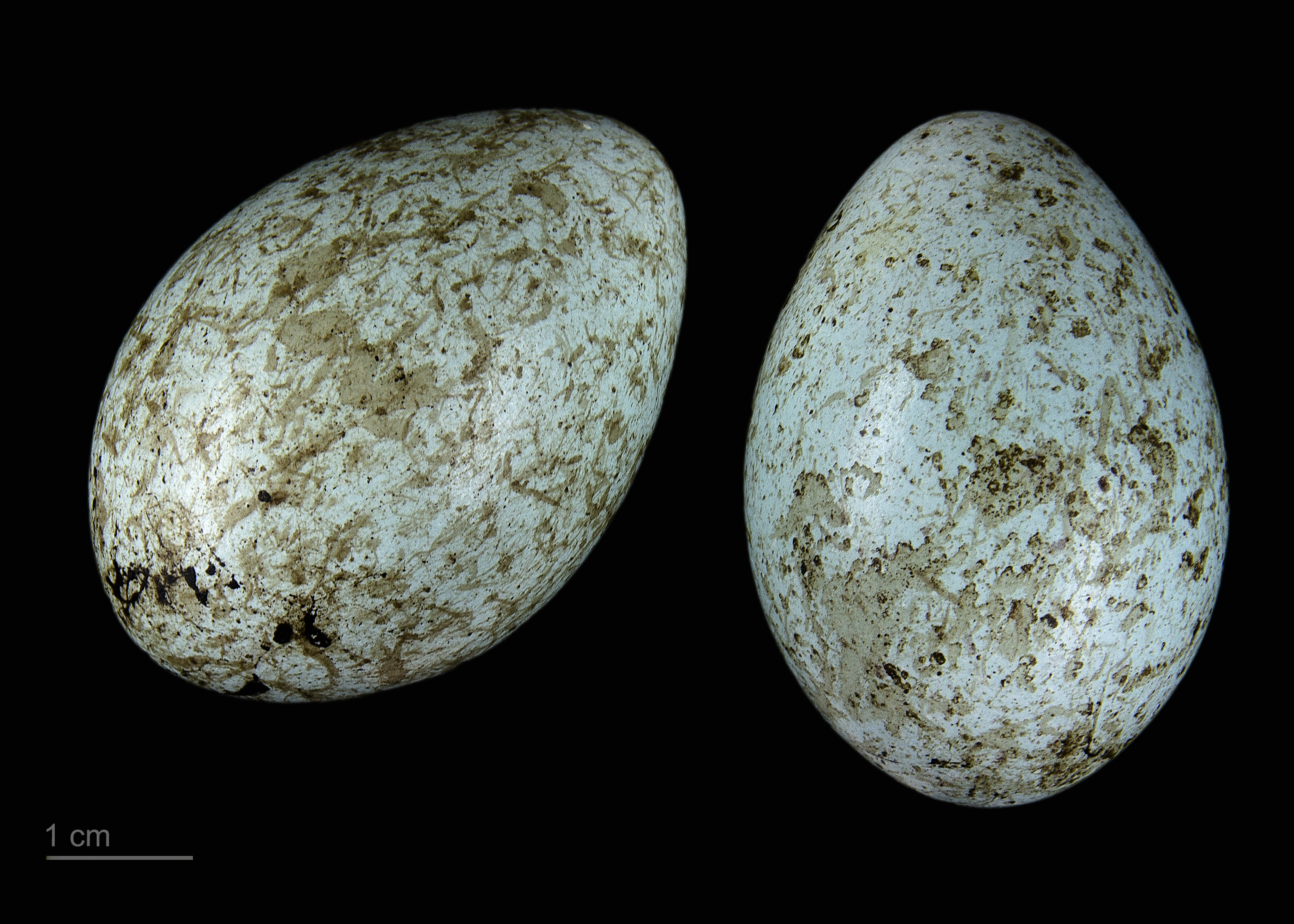
яйце Corvus corone corone - Тулузький музей

Воро́на чо́рна (Corvus corone) — вид або підвид птахів роду крук (Corvus). Часто чорну і сіру ворон розглядають як підвиди одного виду — в цьому випадку чорну ворону називають Corvus corone corone, а сіру — Corvus corone cornix. Оперення чорне. Її ареал складається з двох незв'язних частин — вона поширена на заході Європи і в Азії (у проміжку між ними живе сіра ворона). Існують свідчення, що ще в XIX ст. ворона чорна траплялась на території України. Ворона чорна займає досить широкий діапазон середовищ існування.

## Опис
Розмах: 84–100 см, довжина тіла: 44–51 см.
Має ті ж розмір і форму, що й сіра ворона, але відрізняється тим, що оперення повністю чорне, з зеленим і блакитно-фіолетовим відблиском. Чорний дзьоб має зігнутий кінчик. Голос хрипкий і сиплий, і дещо «важчий», ніж у сірої ворони. Там, де ареали чорної та сірої ворон зустрічаються, відбувається схрещування і виникають гібриди, які мають проміжне оперення.

## Поведінка
Має широкий раціон: туші, яйця, комахи, дрібні хребетні, молюски та навіть овочі й зернові культури в зимовий період. Вони ховають їжу для пізнішого споживання, а іноді кидають певні продукти з твердим панциром, такі як краби й горіхи, з висоти, щоб дістатися їх середини. Взимку можуть виникнути великі комунальні сідала ворон.

## Розмноження
Ця ворона починає розмножуватися у віці 3 роки. Пари, щойно сформувавшись, залишаються на все життя. Гніздові пари дуже територіальні, і створюють поодинокі гнізда на деревах, кущах або на скелях. Гніздо складається з товстих гілок та лози переплетених з кілочками, ганчірками, папером, кістками й іншими об'єктами, які утримуються разом з брудом і гноєм і вирівняні вовною, волоссям і травою. Від чотирьох до п'яти блакитно-зелених, строкатих яєць відкладаються у квітні, їх насиджує самиця до 20 днів. У цей час самець приносить їй їжу. На початку свого життя пташенята живляться їжею, виплюнутою самицею. Далі обоє батьків годують їх хробаками та личинками, переходячи до різних видів м'яса на пізнішому етапі.